# Abukuma (rzeka)
Abukuma (jap. 阿武隈川 Abukuma-gawa) – rzeka w Japonii, na wyspie Honsiu (Honshū).

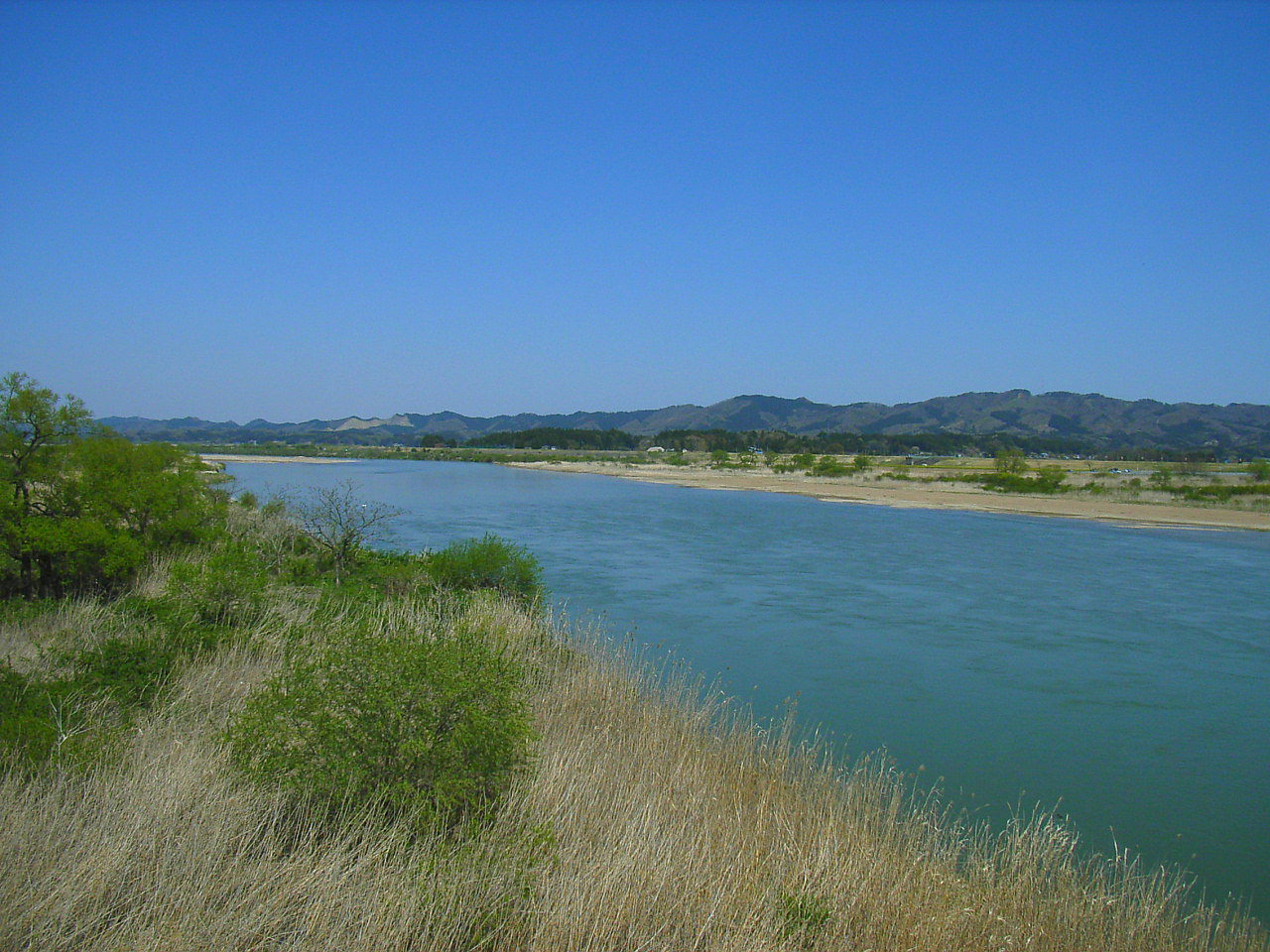
Rzeka Abukuma, Kakuda

Źródło rzeki znajduje się na zboczu góry Asahi (1835 m). Jej długość wynosi 239 km (druga co do długości rzeka regionu Tōhoku), a dorzecze 5,4 tys. km². Uchodzi do Oceanu Spokojnego. Miastami położonymi nad rzeką są m.in.: Sukagawa, Kōriyama, Fukushima, Kakuda.